# 前127年
| 千纪： | 前1千纪 |
| 世纪： | 前3世纪 \| 前2世纪 \| 前1世纪                                                                                         |
| 年代： | 前150年代 \| 前140年代 \| 前130年代 \| 前120年代 \| 前110年代 \| 前100年代 \| 前90年代                                |
| 年份： | 前132年 \| 前131年 \| 前130年 \| 前129年 \| 前128年 \| 前127年 \| 前126年 \| 前125年 \| 前124年 \| 前123年 \| 前122年 |
| 纪年： | 西汉元朔二年 |

## 大事记
- 漢武帝採用主父偃的建議，下「推恩令」。允許諸侯王推「私恩」把王國土地戶口的一部分分給子弟為列侯，由皇帝確定這些侯國的名號。
- 匈奴騎兵侵入上穀、漁陽，殺掠吏民數千人。漢武帝決定用全力收復河南地（河套平原），以消除匈奴的威脅。衛青和李息出雲中，西經高闕，直到符離（今甘肅省北部），取得「河南之戰」的勝果，奪取了河套地區，漢朝設置朔方郡。
- 漢武帝開始修築漢長城。
- 雅魯藏布江流域的苯教領袖，迎立聶赤贊布為王。

## 逝世
- 韩安国（《史记：韩长孺列传》）
- 江都易王劉非